# Бонгані Зунгу
Бонгані Зунгу (англ. Bongani Zungu, нар. 9 жовтня 1992) — південноафриканський футболіст, півзахисник клубу «Рейнджерс».
Виступав за клуби «Преторія Універсітй», «Мамелоді Сандаунз» та «Віторія» (Гімарайнш), а також національну збірну ПАР.

## Клубна кар'єра
Народився 9 жовтня 1992 року. Вихованець футбольної школи клубу «Динамос» (Гіяні).
У футболі дебютував 2012 року виступами за команду «Юніверситі оф Преторія», в якій провів один сезон, взявши участь у 25 матчах чемпіонату.  
Своєю грою за цю команду привернув увагу представників тренерського штабу клубу «Мамелоді Сандаунз», до складу якого приєднався 2013 року. Відіграв за команду з передмістя Преторії наступні три сезони своєї ігрової кар'єри.
2016 року уклав контракт з клубом «Віторія» (Гімарайнш), у складі якого провів наступний рік своєї кар'єри гравця. 
До складу клубу «Ам'єн» приєднався 2017 року. Всього відіграв за команду з Ам'єна 52 матчі в національному чемпіонаті.
З 2020 на правах оренди виступає у складі «Рейнджерса».

## Виступи за збірну
2013 року дебютував в офіційних матчах у складі національної збірної ПАР.
У складі збірної був учасником Кубка африканських націй 2015 року в Екваторіальній Гвінеї, Кубка африканських націй 2019 року в Єгипті.

## Титули і досягнення
- Чемпіон ПАР (2):

«Мамелоді Сандаунз»: 2013-14, 2015-16
- Володар Кубка ПАР (1):

«Мамелоді Сандаунз»: 2014-15
- Володар Кубка ліги ПАР (1):

«Мамелоді Сандаунз»: 2015-16
- Чемпіон Шотландії (1):

«Рейнджерс»: 2020-21